# Ihor Kożan
Ihor Wołodymyrowycz Kożan (ukr. Ігор Володимирович Кожан; ur. 17 stycznia 1953 we Lwowie) – ukraiński archiwista, działacz społeczno-kulturalny. Dyrektor generalny Muzeum Narodowego we Lwowie imienia Andrzeja Szeptyckiego (od 2005). Członek Ukraińskiego Komitetu Narodowego Międzynarodowej Rady Muzeów.

## Biografia
Urodził się 17 stycznia 1953 r. we Lwowie.
Uczył się we Lwowskiej Specjalistycznej Szkole Średniej nr 8. Ukończył Użhorodzki Uniwersytet Narodowy (1979, kierunek historia) oraz Narodowa Akademię Kadr Kierowniczych Kultury i Sztuki (2008).
Studiując na Wydziale Historii Lwowskiego Uniwersytetu Narodowego im. Iwana Franki, został wciągnięty w falę represji rozpętanych przez władze przeciwko uświadomionym narodowo postaciom nauki i edukacji (1972–1973); za udział w dysydenckiej grupie studenckiej został wydalony z uczelni (1973) z uwagą „zachowanie niegodne tytułu studenta radzieckiego”.
W latach 1973–1975 służył w Armii Radzieckiej.
Pracował jako asystent laboratoryjny w Katedrze Muzealnictwa (1975–1976), starszy asystent laboratoryjny w Katedrze Karpatoznawstwa (1976–1980) Muzeum Etnografii i Rzemiosła Artystycznego Akademii Nauk ZSRR, młodszy pracownik naukowy we Lwowskim Oddziale Instytutu Historii Sztuki, Folkloru i Etnografii im. Rylskiego Akademii Nauk ZSRR (1980–1984), pedagog i nauczyciel dyscyplin społecznych we Lwowskim Kolegium Filmowym (1985–1988).
Mówi biegle po niemiecku i polsku.

### Muzeum Narodowe we Lwowie
W Muzeum Narodowym we Lwowie im. Andrzeja Szeptyckiego  pracował jako: młodszy pracownik naukowy (1988), kierownik działu sztuki ludowej (1989–1990), sekretarz naukowy (1990–1991), zastępca dyrektora ds. naukowych (1991–1994), kierownik działu wystaw i ekspozycji oraz pracy naukowej i edukacyjnej (1994–2005), dyrektor generalny (od 2005 do dziś).
Na tej posadzie:
- aktywny uczestnik starań o zwrot do muzeum trzech zabytków ikonograficznych skradzionych (1984) z archiwum katedry ormiańskiej (2011, 2012)[3][5];
- z okazji 100-lecia założenia muzeum otrzymało status „narodowego” z nazwą „Muzeum Narodowe we Lwowie im. Andrzeja Szeptyckiego” (2005)[5];
- pracował przy zbiórkach funduszy, brał udział w ekspedycjach badawczych na terenie obwodów lwowskiego i tarnopolskiego[2];
- muzeum otrzymało w darze kolekcję dzieł i archiwum Horyn-Lewyckiej (Kanada)[2][5][7], kolekcję sztuki I. Nosyka (USA), archiwa S. Hordyńskiego (USA), W. Popowycza (Francja) i A. Lisikiewycza (USA)[3];
- autor i współautor 400 wystaw; wielu katalogów wystaw sztuki oraz publikacji naukowych i albumów z zakresu muzealnictwa i historii sztuki[2][5].

Stworzył muzea w obwodzie lwowskim, które w tym czasie funkcjonowały jako odrębne oddziały Muzeum Narodowego we Lwowie: Muzeum Ustianowycza (wieś Wołków, obwód lwowski), Muzeum Mychajła Biłasa (Truskawiec), Muzeum Łesia Kurbasa, Muzeum Bojkowszczyzny (wznowiło działalność) i Galerię Sztuki Dziecięcej (Sambor).
W 1991 r. dołączył do grupy inicjatywnej na rzecz likwidacji lwowskiego oddziału Centralnego Muzeum Lenina i przekazania budynku Fundacji Naukowo-Artystycznej – Muzeum Narodowemu we Lwowie (ówczesna nazwa instytucji). Był współkuratorem aranżacji przestrzeni wystawienniczej w nowo przejętym budynku (1991–1993).
Przyczynił się do rozwoju międzynarodowych relacji z muzeami i instytucjami naukowymi w Polsce, na Litwie, w Czechach, Rumunii, Austrii, Francji, Włoch, Niemczech, Meksyku, Kanadzie i Stanach Zjednoczonych.

### Działalność kulturalna i publiczna
Przewodniczący Rady Muzealnej przy Ministerstwie Kultury Ukrainy (2010–2012), Państwowej Komisji Egzaminacyjnej na Wydziale Historycznym Lwowskiego Uniwersytetu Narodowego im. Iwana Franki (2010–2015).
Współzałożyciel i członek Fundacji Charytatywnej „Artes”. Członek Rady Publicznej „Święty Jerzy”, Rady Nadzorczej Lwowskiej Narodowej Akademii Sztuki.
Członek komitetów organizacyjnych przy Kurii Archieparchii Lwowskiej UKGK z okazji obchodów 200-lecia odnowienia Metropolii Galicyjskiej i utworzenia Archieparchii Lwowskiej; budowy pomników metropolity Andreja Szeptyckiego (2012–2015) i ks. Emiliana Kowcza (2012, Przemyślany, obwód lwowski). Współkurator akcji artystycznej „200-lecie Metropolii Galicyjskiej” (2007).

## Nagrody
- Order „Za zasługi” 3 klasy (23 sierpnia 2022)[9]
- Zasłużony Działacz Sztuk Ukrainy (23 marca 2006)[10]
- Odznaka „Zasłużony Działacz Kultury” (2014)[3][11]
- Nagroda Pasquale Rotondi XXV edycji w kategorii „Nagroda Światowa-2023”[12]